# Chen Kaige

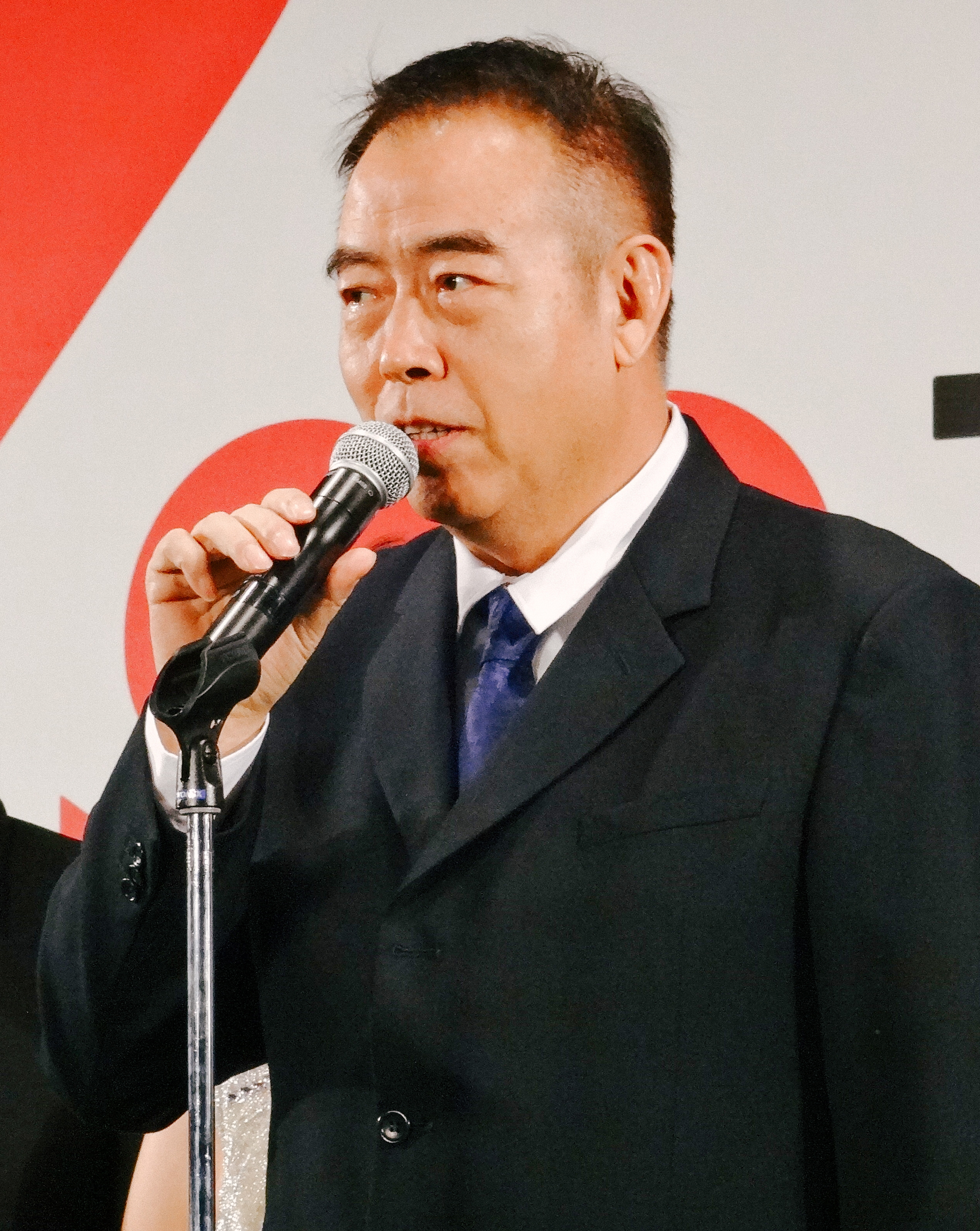
Chen Kaige (2013)

Chén Kǎigē (chinesisch 陳凱歌 / 陈凯歌; * 12. August 1952 als Chén Áigē 陳皚鴿 / 陈皚鸽 in Peking, Volksrepublik China) ist Filmregisseur und Drehbuchautor und Schauspieler. Als Vertreter der 'Fünften Generation' trug er viel zur Reputation des chinesischen Films bei.

## Leben
Chen entstammt einer Filmfamilie. Sein Vater Chen Huai'ai (陈怀皚) arbeitete als Regisseur für Opernfilme im Pekinger Filmstudio. Seine Mutter schrieb Drehbücher. Der Besuch einer sehr angesehenen Mittelschule in Peking war kurz. Nach seinem Schuleintritt 1965 geriet er 1966 in den Strudel der Kulturrevolution. 1968 wurde er wie viele andere Schüler und Studenten in einen entfernten Landesteil zum Arbeitseinsatz zwangsentsandt, in seinem Fall nach Yunnan, wo er bis 1972 blieb. Die Erlebnisse dieser Zeit hat Chen Kaige in seinem Buch Kinder des Drachen zusammengefasst, sein dritter Film König der Kinder greift Themen des Buches und seiner Erinnerungen auf. In Yunnan arbeitete Chen auf einer Kautschukplantage, wobei sein sportliches Talent im Basketball ihm nach einigen Jahren zu einem Platz in der Armee verhalf und damit langfristig die Rückkehr nach Peking ermöglichte, wo er in einer Fabrik arbeitete. Nach dem Ende der Kulturrevolution und mit der Normalisierung des öffentlichen und gesellschaftlichen Lebens öffnete auch die Pekinger Filmakademie wieder ihre Pforten. Chen gehörte 1978 zusammen mit Zhang Yimou zum ersten Jahrgang, der sie 1982 nach vier Jahren mit einem Abschluss verließ. Er kam zunächst in dem Studio unter, in dem sein Vater arbeitete. Der Durchbruch allerdings kam, als er der Anregung Zhangs folgte und mit ihm zum Guangxi-Studio ging, einem kleinen Filmbetrieb, der weit genug von Peking entfernt war, um leidlich unbeobachtet Neues ausprobieren zu können. Hier entstand 1984 der Film Gelbe Erde, der konsequent mit den tradierten und engen ästhetischen, narrativen und politischen Normen brach. China war zurück auf der internationalen Landkarte des Filmschaffens. Chen Kaiges Film Lebewohl, meine Konkubine nach dem gleichnamigen Roman von Lilian Lee erhielt zahlreiche europäische Preise (BAFTA, Goldene Palme in Cannes) und wurde für den Oscar in der Kategorie Bester fremdsprachiger Film nominiert. Chen Kaige lebte einige Jahre im Ausland und drehte auch einen Film in Hollywood, Killing Me Softly (2002), ist inzwischen aber nach China zurückgekehrt.

## Persönliches
Chen ist seit 1996 in dritter Ehe mit der chinesischen Schauspielerin Chen Hong verheiratet. In Chens Leben nimmt sie neben ihrer Rolle als Darstellerin in Chens Werken gleichzeitig die wichtige Position der Produzentin mit tatkräftiger Unterstützung seiner Karriere im Hintergrund ein.

## Filmografie (Auswahl)
- 1984: Gelbe Erde (黄土地,  Huáng tǔdì)
- 1986: Die große Militärparade (大阅兵,  Dà yuèbīng)
- 1987: König der Kinder (孩子王,  Háizi wáng)
- 1991: Die Weissagung (边走边唱,  Biān zǒubiān chàng)
- 1993: Lebewohl, meine Konkubine (霸王别姬,  Bàwáng bié jī)
- 1996: Verführerischer Mond (风月,  Fēngyuè)
- 1998: Der Kaiser und sein Attentäter (荆轲刺秦王,  Jīngkē cì qínwáng)
- 2002: Killing Me Softly
- 2002: Xiaos Weg (和你在一起,  Hé nǐ zài yīqǐ)
- 2002: Beitrag zum Episodenfilm Ten Minutes Older: The Trumpet
- 2005: Wu Ji – Die Reiter der Winde (无极,  Wújí)
- 2007: Chacun son cinéma ou Ce petit coup au cœur quand la lumière s'éteint et que le film commence (Segment Zhanxiou Village)
- 2008: Forever Enthralled (梅兰芳,  Méi Lánfāng)
- 2010: Sacrifice (赵氏孤儿,  Zhào shì gū'ér)
- 2012: Caught in the Web (搜索,  Sōusuǒ)
- 2015: Monk Comes Down the Mountain (道士下山,  Dàoshì xiàshān)
- 2015: Legend of the Demon Cat (妖猫传,  Yāomāo zhuàn)
- 2019: My People, My Country (我和我的祖国,  Wǒ hé wǒ de zǔguó)
- 2020: Flowers Bloom in the Ashes (尘埃里开花,  Chén'āi lǐ kāihuā)
- 2021: The Battle at Lake Changjin